# Episcopia Sălajului

Stema Episcopiei Sălajului

Prima stemă a Episcopiei Sălajului

Episcopia Sălajului este o episcopie în cadrul Bisericii Ortodoxe Române, cu sediul episcopal în municipiul Zalău. A fost înființată în 2008, ca episcopie sufragană a Mitropoliei Clujului, Albei, Crișanei și Maramureșului. Din 2008 până în 2025 episcop al Episcopiei Sălajului a fost Petroniu Florea, demis din funcție în urma unui scandal de corupție. Din 2025, episcopul este Preasfințitul Benedict Vesa. Catedrala Episcopiei Sălajului este Biserica Sfânta Vineri din Zalău.

## Istoria
Credincioșii ortodocși din Bihor și comitatul Sălaj au aparținut jurisdicțional de episcopii sârbi din Banat și Arad pânǎ în secolul al XV-lea, inclusiv. În secolele XVI-XVII au aparținut, periodic, de mitropoliții Mitropoliei Ardealului, de la Alba Iulia sau de episcopii de la Vad..
După Sinodul de la Alba Iulia din 1698,  care a adoptat unirea cu Biserica Romei, în Bihor a păstorit episcopul ortodox Petru Hristofor în perioada 1708-1712.
Episcopia Ortodoxă Română a Oradiei a fost înființată în 1920, prin decretul regal nr. 3655/30.08.1920 în frunte cu Roman Ciorogariu
Până în perioada interbelică în centrul județului Sălaj exista un protopopiat ortodox, ce avea sediul la Unguraș, azi localitatea Românași.
După perioada comunistă, denumirea episcopiei se modifică în Episcopia Ortodoxă a Oradiei, Bihorului și Sălajului.
După 4 noiembrie 2005 este subordonată ierarhic față de Mitropolia Clujului, Albei, Crișanei și Maramureșului, iar înainte de această dată se subordona ierarhic față de Mitropolia Ardealului.

### Cronologia înființării episcopiei
- 18.10.2007 - Ceremonia de semnare a procesului verbal de opțiune pentru înființarea Episcopiei Ortodoxe a Sălajului[4].
- 23.10.2007 - Sfântul Sinod al Bisericii Ortodoxe Române își dă acordul pentru înființarea episcopiei;
- 10.01.2008 - Episcopia Sălajului își constituie Adunarea Eparhială;
- 12.02.2008 - Sinodul Mitropoliei Clujului, Albei, Crișanei și Maramureșului desemnează candidații pentru scaunul episcopiei. Cei doi candidați sunt arhiereul-vicar Petroniu Florea al episcopiei Oradiei, Bihorului și Sălajului și episcopul-vicar al arhiepiscopiei Vadului, Feleacului și Clujului, Irineu Bistrițeanul.
- 7.03.2008 - Sinodul Bisericii Ortodoxe Române alege pentru scaunul vacant al episcopiei Sălajului pe arhiereul Petroniu Florea
- 13.04.2008 - întronizarea primului episcop al Episcopiei Ortodoxe a Sălajului.

## Episcop
- Petroniu Florea: 2008 - 2025.
- Benedict Vesa:  2025 - prezent

## Organizarea episcopiei

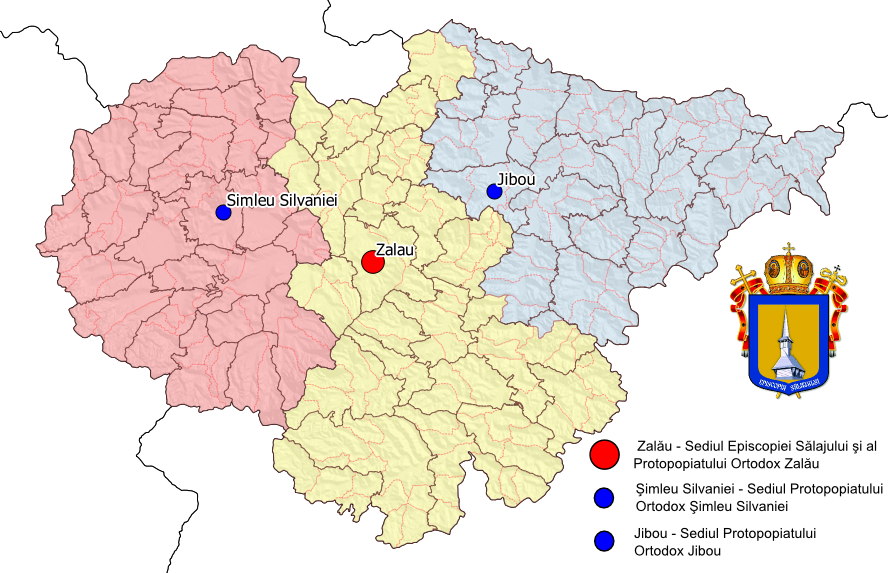
Harta protopopiatelor din Episcopia Sălajului

Episcopia Sălajului are trei protopopiate:
- Protopopiatul Zalău
- Protopopiatul Șimleu-Silvaniei
- Protopopiatul Jibou

## Catedrala episcopală
Făcând parte din complexul cultural spiritual Sfânta Vinere, catedrala episcopală are hramul „Înălțarea Domnului”. Proiectată de către arhitecții Doina și Mircea Nejur, catedrala nu este în totalitate finalizată. La începutul anului 2009, pe lângă lucrările de finisare exterioară și sistematizare pe verticală, sunt în plină desfășurare lucrările de pictură interioară. Acestă sarcină revine profesorului Petru Botezatu.
Complexul cultural spiritual Sfânta Vinere, cuprinde alături de catedrală un obelisc monumental în memoria eroilor dar și spații muzeale destinate pentru păstrarea în bune condiții a celor peste 3000 de obiecte de patrimoniu adunate de la diferite parohii din județ.
Catedrala episcopală este reprezentată și în vechea stemă a episcopiei.